# Платон Дракуліс
Платон Дракуліс (грец. Πλάτων Δρακούλης 1858, Ітака Іонічна республіка — Лондон, 1942) — грецький соціолог, журналіст, політичний діяч, один з піонерів грецького соціалістичного руху:Α-276.

## Біографія
Платон Дракуліс народився на острові Ітака у 1858 році. Острів ще знаходився під британським контролем, і його батько Євстафій Дракуліс був уповноваженим правителем (епархом) острова. Платон навчався юриспруденції спочатку в Афінах, а потім в Оксфорді. Повернувшись до Греції, працював журналістом у газеті «Вік» («Αιών») Тимолеона Філімона і з 1885 року, протягом двох років, видавав журнал «Радикально» («Άρδην»), який мав соціологічне спрямування.
У 1887 році він став викладачем грецької мови в Оксфордському університеті, але у 1899 році подав у відставку, оскільки відмовлявся викладати грецьку мову з еразмійською вимовою. Після цього Дракуліс сконцентрував свої зусилля на виданні філософського журналу «Дослідження» («Έρευνα»), в Оксфорді (1902—1906), у Лондоні (1908—1909) і, після повернення до Греції (1908), продовжив його видавати в Афінах до 1919 року.
У 1889 році він їздив до Франції, де взяв участь у Першому конгресі Другого інтернаціоналу.
Дракуліс перебував у постійній полеміці з іншим піонером грецького соціалістичного руху, критянином Ставросом Каллергісом. Каллергіс вважав Дракуліса помірним реформатором і фабіанцем:Α-75.
Однак разом з Каллергісом Дракулісу вдалося впровадити святкування 1 травня у Греції, починаючи з 1893 року.
У травні 1890 року Дракуліс створив «Центральне соціалістичне суспільство».
У 1895 році Дракуліс був кандидатом у парламент від «Соціалістичного братства» в Афінах і місті Патри.
У 1910 році Дракуліс створив «Союз робочих класів Греції» (Грецька соціалістична партія).
Того ж 1910 року Дракуліс став одним з 10 соціалістів, обраних до грецького парламенту.
Дракуліс також знаходиться біля витоків робітничого профспілкового руху у Греції.
З початком Першої світової війни Дракуліс підтримав зусилля прем'єр-міністра Елефтеріоса Венізелоса у вступі Греції у війну на стороні Антанти. Дракуліс вважав, що вступ у війну забезпечує національні інтереси, оскільки, як писав сучасний грецький економіст і політичний аналітик П.Карусос, «жоден грек XIX століття не міг забути Священний союз і стратегію Меттерніха про непорушність Османської імперії». Карусос вважав, що у цьому питанні Дракуліс, так само як і Венізелос, були продовжувачами політики Каподистрія. Сам Дракуліс писав: «Соціалізм інтернаціональний, але не антинаціональний. Необхідною передумовою братства націй є існування вільних самоврядних етносів» і «Перемога Антанти дозволяє сподіватися падіння цих жахливих організмів, які називаються Великими державами».
У своїй роботі «Еллада у небезпеці» Дракуліс писав: «Третій етап боротьби, яка почалася у 1821 році, тривала й у 1912 році та призначена бути завершеною участю у Світовій війні».
Дракуліс відмовився взяти участь у першому (установчому) з'їзді Соціалістичної робітничої партії Греції (з 1924 року Комуністична партія Греції). На з'їзді, з жалем, було зазначено, що «беруть участь представники соціалістичного бродіння попередніх років, крім Дракуліса» (Каллергіс пішов із політики ще у 1902 році). За відсутності Дракуліса було обрано Центральний комітет партії (А. А. Арванітіс, Д. Лігдопулос, С. Коккінос, М. Сідеріс, Н. Димитратос) і ревізійна комісія (Г. Піспініс, З Коміотіс, А. Бенароя).
В умовах, коли у грецькому соціалістичному русі утворилося нове керівництво, Дракуліс переїхав до Англії.
Враховуючи той факт, що весь свій статок він витратив на розвиток соціалістичного руху у Греції, Дракуліс жив в Англії на межі злиднів. Своїм друзям він писав: «Ніщо мене тут не радує. Хочу повернутися на мою улюблену Ітаку. У мене багато реліквій, які хочу присвятити своїй Батьківщині — особливо ікон».
Дракуліс загинув у автодорожній пригоді у Лондоні 1942 року.
Згідно з інформацією «Великої ложі Греції», Платон Дракуліс був масоном, поряд з «раннім соціалістом» Роккосом Хойдасом.

## Вибіркові праці
- Дослідження про Французьку революцію (Μελέτη περί της Γαλλικής Επαναστάσεως, 1890)
- Довідник робітника або основи соціалізму (Εγχειρίδιον του εργάτου, ήτοι οι βάσεις του σοσιαλισμού,1893)
- Світло зсередини (Φως εκ των ένδον, 1894)
- Грецька мова та філологія («Ελληνική γλώσσα και φιλολογία», 1897)
- Значення та життєвість еллінізму, Значення християнства («Η αξία και η ζωτικότης του Ελληνισμού, Η αξία του χριστιανισμού», 1907)
- Емансипація жінки («Αποκατάστασις της γυναικός», 1912)
- Елементи Біономії («Στοιχεία Βιονομίας»)